# Ян Потоцький (брацлавський каштелян)
Ян Кантій Потоцький гербу Золота Пилява (пол. Jan Kanty Potocki; 1693 — 1744) — польський шляхтич, військовик, урядник Речі Посполитої.

## Життєпис
Народився 1693 року. Батько — київський та кам'янецький каштелян Юзеф Станіслав Потоцький, зведений брат примаса Польщі Теодора Анджея Потоцького. Матір — друга дружина батька, підчашанка грабовецька, донька Богуслава Елєонора Реївна гербу Окша. Рідним братом Я. К. Потоцького був Міхал Францішек Потоцький, староста теребовельський, чигиринський.
Посади (уряди): київський підстолій, староста смотрицький, брацлавський каштелян з 25 травня 1729 р.
Помер 1744 року.

### Сім'я
Перша дружина — Констанція Собеська гербу Яніна, друга — Зофія Браніцька гербу Гриф (†1730), третя — Констанція Данилович гербу Сас, донька Петра. Відомі дорослі діти:
- Йоахім Кароль — син від першого шлюбу, підчаший великий литовський, один з очільників (генеральний регіментар) Барської конфедерації[7]
- Теодор — син від третього шлюбу, белзький воєвода[8]
- Анна — дружина Антонія Тарла, Францішека Якуба Шембека;[2] 19 липня 1733 року стала хресною матір'ю доньки Адама «Цьолка» Коморовського під час обряду в Фарному костелі Бучача (хресний тато — канівський староста, дідич Бучача Микола Василь Потоцький)[9]